# Adlerflug
Adlerflug (2004-2021) est un cheval de course allemand de race pur-sang anglais, lauréat du Derby Allemand et en 2007 et trois fois tête de liste des étalons en Allemagne.

## Carrière en compétition
Élevé au Gestüt Schlenderhan, un des plus grands haras allemands, Adlerflug est confié à Jens Hirchberger et ne court qu'une fois à 2 ans, pour une anonyme cinquième place. En revanche il remporte son maiden à 3 ans dès sa rentrée puis, après une première tentative infructueuse, décroche une victoire au niveau listed par cinq longueurs, ce qui lui ouvre les portes du Derby Allemand, dans lequel il compte parmi les favoris. Sa victoire dans la grande course des 3 ans est l'une des plus marquantes de l'histoire de la course, puisqu'Adlerflug laisse à sept longueurs son plus proche concurrent, dans un terrain lourd certes propice aux grands écarts. Sacré meilleur poulain de sa génération, il doit désormais se confronter aux rugueux chevaux d'âge allemands. Son entourage attend pour cela l'automne et le Grand Prix de Baden-Baden, où Adlerflug se montre accrocheur pour s'adjuger l'accessit d'honneur, échouant d'une encolure pour la victoire face au 5 ans Quijano. 
Maintenu à l'entraînement à 4 ans, Adlerflug manque sa rentrée dans le Gerling Preis, un groupe 2 disputé à Cologne. Il rassure un peu en prenant la troisième place du Hansa Preis (Gr.2), avant de se montrer enfin à la hauteur de son statut acquis l'année précédente en remportant le Deutschland Preis comme à ses plus beaux jours, sept longueurs devant une vieille connaissance, Quijano. Mais il peine toutefois à s'imposer comme le numéro 1 allemand puisqu'il est de nouveau battu, cette fois par Kamsin, son successeur au palmarès du Derby, qui réussit là où il avait échoué, dans le Grand Prix de Baden-Baden. Adlerflug se produira une dernière fois en piste à 5 ans en France, dans le Prix Ganay, où il prend une honorable troisième place. Une blessure le contraint à rejoindre le haras.

### Résumé de carrière
| Date        | Hippodrome  | Pays        | Course                                | Statut      | Distance    | Jockey       | Place       | Écart       | Vainqueur ou deuxième |
| 2006, 2 ans | 2006, 2 ans | 2006, 2 ans | 2006, 2 ans                           | 2006, 2 ans | 2006, 2 ans | 2006, 2 ans  | 2006, 2 ans | 2006, 2 ans | 2006, 2 ans           |
| ----------- | ----------- | ----------- | ------------------------------------- | ----------- | ----------- | ------------ | ----------- | ----------- | --------------------- |
| 5 novembre  | Hanovre     | Allemagne   | Preis der BMW Niederlassung Hannover  | Maiden      | 1 600 m     | T. Hellier   | 5e / 7      |             |                       |
| 2007, 3 ans |             |             |                                       |             |             |              |             |             |                       |
| 9 février   | Brême       | Allemagne   | Black Sam Bellamy Rennen              | Maiden      | 2 200 m     | T. Hellier   | 1er / 8     |             |                       |
| 1er mai     | Mulheim     | Allemagne   | Rennstall Gestut Hachtsee Derby Trial | Listed      | 2 200 m     | J. Palik     | 6e / 8      | 5           | First Stream          |
| 28 mai      | Hanovre     | Allemagne   | Grosser Preis des Hannover Airport    | Listed      | 2 200 m     | F. Johansson | 1er / 7     | 5           | Prinz                 |
| 1er juillet | Hambourg    | Allemagne   | Deutsches Derby                       | Gr. 1       | 2 400 m     | F. Johansson | 1er / 15    | 7           | Antek                 |
| 2 septembre | Baden-Baden | Allemagne   | Grosser Preis von Baden               | Gr. 1       | 2 400 m     | F. Johansson | 2e / 9      | encolure    | Quijano               |
| 2008, 4 ans |             |             |                                       |             |             |              |             |             |                       |
| 27 avril    | Cologne     | Allemagne   | Gerling-Preis                         | Gr. 2       | 2 400 m     | T. Queally   | 7e / 10     | 6 ¾         | Oriental Tiger        |
| 29 juin     | Hambourg    | Allemagne   | Idee Hansa-Preis                      | Gr. 2       | 2 400 m     | T. Hellier   | 3e / 9      | 1 ¾         | Egerton               |
| 20 juillet  | Dusseldorf  | Allemagne   | Deutschland Preis                     | Gr. 1       | 2 400 m     | F. Johansson | 1er / 6     | 7           | Quijano               |
| 7 septembre | Baden-Baden | Allemagne   | Grosser Preis von Baden               | Gr. 1       | 2 400 m     | F. Johansson | 2e / 9      | 2 ½         | Kamsin                |
| 2009, 5 ans |             |             |                                       |             |             |              |             |             |                       |
| 26 avril    | Longchamp   | France      | Prix Ganay                            | Gr. 1       | 2 100 m     | A. de Vries  | 3e / 8      | 3/4         | Vision d'État         |

## Au haras

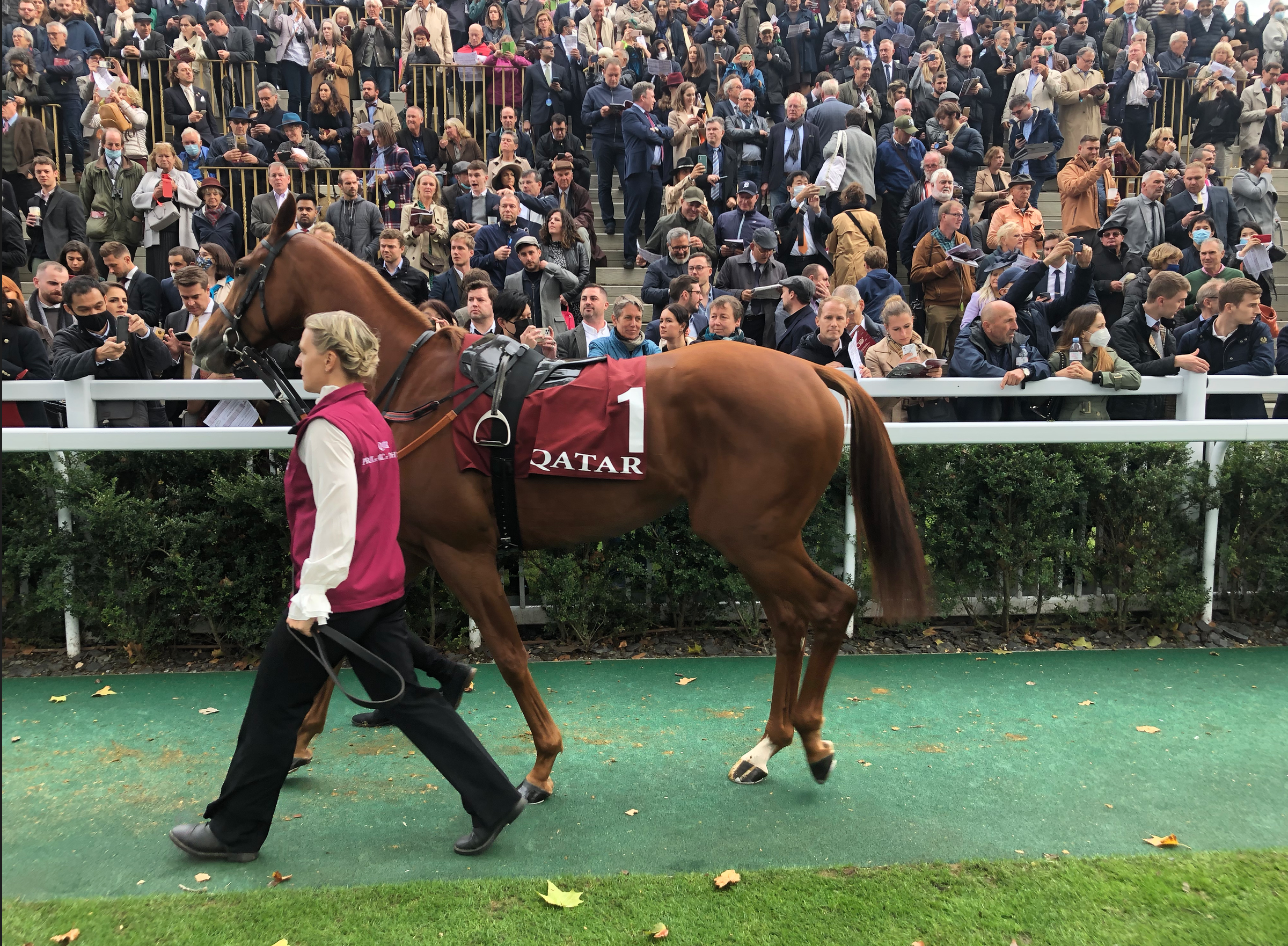
Torquator Tasso

Adlerflug devient étalon en novembre 2009 au Gestüt Harzburg, et saillit au tarif de 5 500 €. Il est l'objet d'un syndicat composé du Gestüt Harzburg, du Gestüt Schlenderhan, du Gestüt Görlsdorf et du Gestüt Bona. S'il donne rapidement de bons résultats avec un lauréat de groupe 1, Ito, dès sa deuxième génération, c'est sur le tard qu'il obtient une véritable reconnaissance, voyant son prix de saillie augmenter jusqu'à 16 000 € en 2021. En 2017, il rejoint le haras du Gestüt Schlenderhan, et son carnet de bal est de mieux en mieux rempli, en quantité et en qualité avec même des juments étrangères qui viennent lui rendre visite. En 2021, son fils Torquator Tasso lui offre une consécration inattendue et posthume en remportant à une cote d'extrême outsider le Prix de l'Arc de Triomphe. Ironie du sort, c'est après avoir de nouveau sailli la mère de celui-ci qu'il est mort quelques mois plus tôt d'une crise cardiaque, alors qu'il étrennait le premier de ses trois titres de tête de liste des étalons en Allemagne,. 
Parmi ses meilleurs produits, et pour s'en tenir aux vainqueurs de groupe 1, citons (avec entre parenthèse le nom du père de mère) :
- Torquator Tasso (Toylsome), Prix de l'Arc de Triomphe, Grand Prix de Baden, Grand Prix de Berlin.
- In Swoop (Tiger Hill) : Deutsches Derby. 2e Prix de l'Arc de Triomphe, 2e Grand Prix de Paris.
- Goliath (Elvstroem) : King Georges VI and Queen Elizabeth Stakes.
- Iquitos (Areion) : Bayerisches Zuchtrennen, Grosser Preis von Bayern.
- Ito (Tiger Hill), Grosser Preis von Bayern.
- Lacazar (Dai Jin) : Preis der Diana.
- Alenquer (Areion) : Tattersalls Gold Cup.
- India (Peintre Célèbre) : Preis von Europa.

## Origines
Adlerflug est un fils du Britannique In The Wings (Coronation Cup, Grand Prix de Saint-Cloud, Breeders' Cup Turf), qui a su donner de bons étalons, tels le champion Singspiel ou Soldier Hollow, lui-même trois fois tête de liste des étalons en Allemagne. Sa mère Aiyana, comme lui produit de l'élevage du Gestüt Schlenderhan, a également donné Arrigo (Shirocco), vainqueur de groupe 2 en Allemagne et deuxième du Derby Italien, avant de réussir une seconde carrière au Qatar. Aiyana est une fille d'Aliya, deuxième du Preis der Diana, sœur utérine de Anatas (Priamos), vainqueur de groupe 2 en Allemagne et deuxième du Premio Presidente della Repubblica, propre sœur de Anno, vainqueur du St. Leger allemand (Gr.2), de Arionette, deuxième du Preis der Winterkönigin, et surtout de la plus grande poulinière allemande de la fin du XXe siècle, Allegretta, la mère de Urban Sea.

### Pedigree
| Origines de Adlerflug (GER), mâle alezan né en 2004 | Origines de Adlerflug (GER), mâle alezan né en 2004 | Origines de Adlerflug (GER), mâle alezan né en 2004 | Origines de Adlerflug (GER), mâle alezan né en 2004 |
| --------------------------------------------------- | --------------------------------------------------- | --------------------------------------------------- | --------------------------------------------------- |
| Père In The Wings 1986                              | Sadler's Wells 1981                                 | Northern Dancer                                     | Nearctic                                            |
| Père In The Wings 1986                              | Sadler's Wells 1981                                 | Northern Dancer                                     | Natalma                                             |
| Père In The Wings 1986                              | Sadler's Wells 1981                                 | Fairy Bridge                                        | Bold Reason                                         |
| Père In The Wings 1986                              | Sadler's Wells 1981                                 | Fairy Bridge                                        | Special                                             |
| Père In The Wings 1986                              | High Hawk 1980                                      | Shirley Heights                                     | Mill Reef                                           |
| Père In The Wings 1986                              | High Hawk 1980                                      | Shirley Heights                                     | Hardiemma                                           |
| Père In The Wings 1986                              | High Hawk 1980                                      | Sunbittern                                          | Sea Hawk                                            |
| Père In The Wings 1986                              | High Hawk 1980                                      | Sunbittern                                          | Pantoufle                                           |
| Mère Aiyana 1993                                    | Last Tycoon 1983                                    | Try My Best                                         | Northern Dancer                                     |
| Mère Aiyana 1993                                    | Last Tycoon 1983                                    | Try My Best                                         | Sex Appeal                                          |
| Mère Aiyana 1993                                    | Last Tycoon 1983                                    | Mill Princess                                       | Mill Reef                                           |
| Mère Aiyana 1993                                    | Last Tycoon 1983                                    | Mill Princess                                       | Irish Lass                                          |
| Mère Aiyana 1993                                    | Alya 1984                                           | Lombard                                             | Agio                                                |
| Mère Aiyana 1993                                    | Alya 1984                                           | Lombard                                             | Promised Lady                                       |
| Mère Aiyana 1993                                    | Alya 1984                                           | Anatevka                                            | Espresso                                            |
| Mère Aiyana 1993                                    | Alya 1984                                           | Anatevka                                            | Almyra (famille 9-h)                                |